# Muzeum rajčat
Muzeum rajčat (italsky Museo del pomodoro) je etnografické muzeum v Itálii, zaměřené na roli, kterou hraje v civilizaci rajče jedlé. Nachází se u města Collecchio v kraji Emilia-Romagna. Sídlí v západním křídle středověkého klášterního statku Corte di Giarola, kde v devatenáctém a dvacátém století fungovala konzervárna zeleniny. V areálu sousedí s muzeem těstovin. 
Collecchio leží v úrodném údolí řeky Taro a prochází jím starověká cesta Via Francigena, stalo se proto centrem obchodu s rajskými jablíčky. V roce 2001 byl založen přípravný výbor muzea, nazvaný Comitato Promotore dei Musei del Cibo. Museo del pomodoro bylo otevřeno 25. září 2010 a při této příležitosti se konala odborná konference, kterou uváděl historik Tullio Gregory. Expozice je rozdělena do sedmi sálů. Muzeum dokumentuje počátky pěstování rajčat na americkém kontinentu a jejich uvedení do Evropy, historii jejich průmyslového zpracování i roli této plodiny ve světové kultuře. Vystavena jsou zde umělecká díla věnovaná rajčatům, reklamní letáky, obaly a výrobní technologie, muzeum také shromáždilo mnoho receptů na rajčatové pokrmy.